# Jos De Beuckelaere
Joseph „Jos“ De Beuckelaere (* 7. April 1925 in Sint-Lenaarts (Provinz Antwerpen); † 5. November 1969 ebenda) war ein belgischer Radrennfahrer.

## Sportliche Laufbahn
De Beuckelaere war im Bahnradsport und im Straßenradsport aktiv. 1948 war er Teilnehmer der Olympischen Sommerspiele in London. In der Mannschaftsverfolgung wurde der belgische Bahnvierer mit Jos De Beuckelaere, Maurice Blomme, Georges Vanbrabant und Raphaël Glorieux auf dem 5. Rang klassiert. 1948 gewann er auf der Bahn die nationale Meisterschaft in der Einerverfolgung der Amateure.
Auf der Straße gewann er 1948 den Schaal Sels Merksem vor Gerard Buyl.